# Cantonul Criquetot-l'Esneval
Cantonul Criquetot-l'Esneval este un canton din arondismentul Le Havre, departamentul Seine-Maritime, regiunea Haute-Normandie, Franța.

## Comune
| Comune                   | Populație (1999) | Cod poștal | Cod INSEE |
| ------------------------ | ---------------- | ---------- | --------- |
| Angerville-l'Orcher      | 1 222            | 76280      | 76014     |
| Anglesqueville-l'Esneval | 473              | 76280      | 76017     |
| Beaurepaire              | 393              | 76280      | 76064     |
| Bénouville               | 128              | 76790      | 76079     |
| Bordeaux-Saint-Clair     | 566              | 76790      | 76117     |
| Criquetot-l'Esneval      | 2 149            | 76280      | 76196     |
| Cuverville               | 292              | 76280      | 76206     |
| Étretat                  | 1 615            | 76790      | 76254     |
| Fongueusemare            | 170              | 76280      | 76268     |
| Gonneville-la-Mallet     | 1 139            | 76280      | 76307     |
| Hermeville               | 372              | 76280      | 76357     |
| Heuqueville              | 585              | 76280      | 76361     |
| Pierrefiques             | 106              | 76280      | 76501     |
| La Poterie-Cap-d'Antifer | 316              | 76280      | 76508     |
| Saint-Jouin-Bruneval     | 1 576            | 76280      | 76595     |
| Saint-Martin-du-Bec      | 619              | 76133      | 76615     |
| Sainte-Marie-au-Bosc     | 213              | 76280      | 76609     |
| Le Tilleul               | 582              | 76790      | 76693     |
| Turretot                 | 1 315            | 76280      | 76716     |
| Vergetot                 | 349              | 76280      | 76734     |
| Villainville             | 288              | 76280      | 76741     |